# ヴァルブローナ
ヴァルブローナ（伊: Valbrona）は、イタリア共和国ロンバルディア州コモ県にある、人口約2,600人の基礎自治体（コムーネ）。

## 地理

### 位置・広がり
コモ県東部のコムーネ。町役場のあるOsigoの集落は、レッコから西北西へ8km、県都コモから東北東へ18km、州都ミラノから北へ47kmの距離にある。町域の北東はレッコ湖（コモ湖の南東部）に面する。

#### 隣接コムーネ
隣接するコムーネは以下の通り。括弧内のLCはレッコ県所属を示す。
- アッバディーア・ラリアーナ (LC)
- アッソ
- カンツォ
- ラズニーゴ
- マンデッロ・デル・ラーリオ (LC)
- オリヴェート・ラーリオ (LC)
- ヴァルマドレーラ (LC)

### 地震分類
イタリアの地震リスク階級 (it) では、4 に分類される
。

## 行政

### 山岳部共同体
広域行政組織である山岳部共同体「トリアンゴロ・ラリアーノ山岳部共同体」 (it:Comunità montana del Triangolo Lariano) （事務所所在地: カンツォ）を構成するコムーネの一つである。

### 分離集落
ヴァルブローナには、以下の分離集落（フラツィオーネ）がある。
- Candalino, Maisano, Osigo, Visino